# Clasificación para la Copa Mundial de Fútbol de 1966
Para las rondas de clasificación para la Copa Mundial de Fútbol de 1966 participaron un total de 71 selecciones nacionales, compitiendo por 16 puestos en la fase final. Inglaterra, como el organizador, y Brasil, como campeón del mundial anterior, se calificaron automáticamente.
Los restantes 69 equipos fueron divididos en 5 zonas, de acuerdo a consideraciones geográficas, de la siguiente manera:
- Europa: 9 plazas, disputadas por 32 equipos (Incluyendo Israel y Siria).
- Sudamérica: 3 plazas, disputadas por 9 equipos.
- Norteamérica, Centroamérica y el Caribe: 1 plaza, disputado por 9 equipos.
- Asia y Oceanía: 0,5 plaza, disputada por 3 equipos.
- África: 0,5 plaza, disputada por 16 equipos.

## Equipos clasificados
| N.º | Equipo           | Detalle                                             | Fecha de clasificación  | Part. | Cons. | Última | Mejor presentación                           |
| --- | ---------------- | --------------------------------------------------- | ----------------------- | ----- | ----- | ------ | -------------------------------------------- |
| 1   | Inglaterra       | Anfitrión                                           | 22 de agosto de 1960    | 5     | 5     | 1962   | Cuartos de final (1954, 1962)                |
| 2   | Brasil           | Campeón de la Copa Mundial de Fútbol de 1962        | 17 de junio de 1962     | 8     | 8     | 1962   | Campeón (1958, 1962)                         |
| 3   | México           | Ganador del Triangular final de la Concacaf         | 16 de mayo de 1965      | 6     | 5     | 1962   | Primera ronda (1930, 1950, 1954, 1958, 1962) |
| 4   | Uruguay          | Ganador del Grupo 1 de la Clasificación de Conmebol | 13 de junio de 1965     | 5     | 2     | 1962   | Campeón (1930, 1950)                         |
| 5   | Argentina        | Ganador del Grupo 3 de la Clasificación de Conmebol | 22 de agosto de 1965    | 5     | 3     | 1962   | Subcampeón (1930)                            |
| 6   | Hungría          | Ganador del Grupo 6 de la Clasificación de UEFA     | 9 de octubre de 1965    | 6     | 4     | 1962   | Subcampeón (1938, 1954)                      |
| 7   | Chile            | Ganador del Grupo 2 de la Clasificación de Conmebol | 12 de octubre de 1965   | 4     | 2     | 1962   | Tercer lugar (1962)                          |
| 8   | Unión Soviética  | Ganador del Grupo 7 de la Clasificación de UEFA     | 17 de octubre de 1965   | 3     | 3     | 1962   | Cuartos de final (1958, 1962)                |
| 9   | Portugal         | Ganador del Grupo 4 de la Clasificación de UEFA     | 31 de octubre de 1965   | 1     | 1     | Debut  | Sin participaciones previas                  |
| 10  | Francia          | Ganador del Grupo 3 de la Clasificación de UEFA     | 6 de noviembre de 1965  | 6     | 1     | 1958   | Tercer lugar (1958)                          |
| 11  | España           | Ganador del Grupo 9 de la Clasificación de UEFA     | 10 de noviembre de 1965 | 4     | 2     | 1962   | Cuarto lugar (1950)                          |
| 12  | Alemania Federal | Ganador del Grupo 2 de la Clasificación de UEFA     | 14 de noviembre de 1965 | 6     | 4     | 1962   | Campeón (1954)                               |
| 13  | Corea del Norte  | Ganador de la Clasificación de AFC/CAF/Oceanía      | 24 de noviembre de 1965 | 1     | 1     | Debut  | Sin participaciones previas                  |
| 14  | Suiza            | Ganador del Grupo 5 de la Clasificación de UEFA     | 24 de noviembre de 1965 | 6     | 2     | 1962   | Cuartos de final (1934, 1938, 1954)          |
| 15  | Italia           | Ganador del Grupo 8 de la Clasificación de UEFA     | 7 de diciembre de 1965  | 6     | 2     | 1962   | Campeón (1934, 1938)                         |
| 16  | Bulgaria         | Ganador del Grupo 1 de la Clasificación de UEFA     | 29 de diciembre de 1965 | 2     | 2     | 1962   | Primera ronda (1962)                         |

## Europa

### Grupo 1
| Equipo   | Pts | PJ | PG | PE | PP | GF | GC | Dif |
| -------- | --- | -- | -- | -- | -- | -- | -- | --- |
| Bélgica  | 6   | 4  | 3  | 0  | 1  | 11 | 3  | 8   |
| Bulgaria | 6   | 4  | 3  | 0  | 1  | 9  | 6  | 3   |
| Israel   | 0   | 4  | 0  | 0  | 4  | 1  | 12 | -11 |

| Fecha                    | Lugar              | Partido  | Partido             | Partido   | Partido             | Partido  |
| ------------------------ | ------------------ | -------- | ------------------- | --------- | ------------------- | -------- |
| 9 de mayo de 1965        | Bruselas           | Bélgica  |                     | 1:0 (1:0) |                     | Israel   |
| 13 de junio de 1965      | Sofía              | Bulgaria | Bandera de Bulgaria | 4:0 (2:0) |                     | Israel   |
| 26 de septiembre de 1965 | Sofía              | Bulgaria | Bandera de Bulgaria | 3:0 (2:0) |                     | Bélgica  |
| 27 de octubre de 1965    | Bruselas           | Bélgica  |                     | 5:0 (1:0) | Bandera de Bulgaria | Bulgaria |
| 10 de noviembre de 1965  | Tel Aviv           | Israel   |                     | 0:5 (0:3) |                     | Bélgica  |
| 21 de noviembre de 1965  | Tel Aviv           | Israel   |                     | 1:2 (0:1) | Bandera de Bulgaria | Bulgaria |
| Desempate                |                    |          |                     |           |                     |          |
| 29 de diciembre de 1965  | Florencia (Italia) | Bélgica  |                     | 1:2 (0:2) | Bandera de Bulgaria | Bulgaria |

| Bandera de Bulgaria |
| Bulgaria            |

### Grupo 2
| Equipo           | Pts | PJ | PG | PE | PP | GF | GC | Dif |
| ---------------- | --- | -- | -- | -- | -- | -- | -- | --- |
| Alemania Federal | 7   | 4  | 3  | 1  | 0  | 14 | 2  | 12  |
| Suecia           | 5   | 4  | 2  | 1  | 1  | 10 | 3  | 7   |
| Chipre           | 0   | 4  | 0  | 0  | 4  | 0  | 19 | -19 |

| Fecha                    | Lugar             | Partido          | Partido           | Partido   | Partido           | Partido          |
| ------------------------ | ----------------- | ---------------- | ----------------- | --------- | ----------------- | ---------------- |
| 4 de noviembre de 1964   | Berlín Occidental | Alemania Federal |                   | 1:1 (1:0) |                   | Suecia           |
| 24 de abril de 1965      | Karlsruhe         | Alemania Federal |                   | 5:0 (3:0) | Bandera de Chipre | Chipre           |
| 5 de mayo de 1965        | Norrköping        | Suecia           |                   | 3:0 (1:0) | Bandera de Chipre | Chipre           |
| 26 de septiembre de 1965 | Estocolmo         | Suecia           |                   | 1:2 (1:1) |                   | Alemania Federal |
| 7 de noviembre de 1965   | Famagusta         | Chipre           | Bandera de Chipre | 0:5 (0:4) |                   | Suecia           |
| 14 de noviembre de 1965  | Nicosia           | Chipre           | Bandera de Chipre | 0:6 (0:2) |                   | Alemania Federal |

| Bulgaria         |
| Alemania Federal |

### Grupo 3
| Equipo     | Pts | PJ | PG | PE | PP | GF | GC | Dif |
| ---------- | --- | -- | -- | -- | -- | -- | -- | --- |
| Francia    | 10  | 6  | 5  | 0  | 1  | 9  | 2  | 7   |
| Noruega    | 7   | 6  | 3  | 1  | 2  | 10 | 5  | 5   |
| Yugoslavia | 7   | 6  | 3  | 1  | 2  | 10 | 8  | 2   |
| Luxemburgo | 0   | 6  | 0  | 0  | 6  | 6  | 20 | -14 |

| Fecha                    | Lugar      | Partido    | Partido | Partido   | Partido | Partido    |
| ------------------------ | ---------- | ---------- | ------- | --------- | ------- | ---------- |
| 20 de septiembre de 1964 | Belgrado   | Yugoslavia |         | 3:1 (2:0) |         | Luxemburgo |
| 4 de octubre de 1964     | Luxemburgo | Luxemburgo |         | 0:2 (0:1) |         | Francia    |
| 8 de noviembre de 1964   | Luxemburgo | Luxemburgo |         | 0:2 (0:1) |         | Noruega    |
| 11 de noviembre de 1964  | París      | Francia    |         | 1:0 (1:0) |         | Noruega    |
| 18 de abril de 1965      | Belgrado   | Yugoslavia |         | 1:0 (0:0) |         | Francia    |
| 27 de mayo de 1965       | Trondheim  | Noruega    |         | 4:2 (1:2) |         | Luxemburgo |
| 16 de junio de 1965      | Oslo       | Noruega    |         | 3:0 (1:0) |         | Yugoslavia |
| 15 de septiembre de 1965 | Oslo       | Noruega    |         | 0:1 (0:1) |         | Francia    |
| 19 de septiembre de 1965 | Luxemburgo | Luxemburgo |         | 2:5 (1:4) |         | Yugoslavia |
| 9 de octubre de 1965     | París      | Francia    |         | 1:0 (0:0) |         | Yugoslavia |
| 6 de noviembre de 1965   | Marseille  | Francia    |         | 4:1 (4:0) |         | Luxemburgo |
| 7 de noviembre de 1965   | Belgrado   | Yugoslavia |         | 1:1 (1:1) |         | Noruega    |

| Francia |
| Francia |

### Grupo 4
| Equipo         | Pts | PJ | PG | PE | PP | GF | GC | Dif |
| -------------- | --- | -- | -- | -- | -- | -- | -- | --- |
| Portugal       | 9   | 6  | 4  | 1  | 1  | 9  | 4  | 5   |
| Checoslovaquia | 7   | 6  | 3  | 1  | 2  | 12 | 4  | 8   |
| Rumania        | 6   | 6  | 3  | 0  | 3  | 9  | 7  | 2   |
| Turquía        | 2   | 6  | 1  | 0  | 5  | 4  | 19 | -15 |

| Fecha                    | Lugar      | Partido        | Partido | Partido | Partido | Partido        |
| ------------------------ | ---------- | -------------- | ------- | ------- | ------- | -------------- |
| 24 de enero de 1965      | Lisboa     | Portugal       |         | 5:1     |         | Turquía        |
| 19 de abril de 1965      | Ankara     | Turquía        |         | 0:1     |         | Portugal       |
| 25 de abril de 1965      | Bratislava | Checoslovaquia |         | 0:1     |         | Portugal       |
| 2 de mayo de 1965        | Bucarest   | Rumania        |         | 3:0     |         | Turquía        |
| 30 de mayo de 1965       | Bucarest   | Rumania        |         | 1:0     |         | Checoslovaquia |
| 13 de junio de 1965      | Lisboa     | Portugal       |         | 2:1     |         | Rumania        |
| 19 de septiembre de 1965 | Praga      | Checoslovaquia |         | 3:1     |         | Rumania        |
| 9 de octubre de 1965     | Estambul   | Turquía        |         | 0:6     |         | Checoslovaquia |
| 23 de octubre de 1965    | Ankara     | Turquía        |         | 2:1     |         | Rumania        |
| 31 de octubre de 1965    | Oporto     | Portugal       |         | 0:0     |         | Checoslovaquia |
| 21 de noviembre de 1965  | Brno       | Checoslovaquia |         | 3:1     |         | Turquía        |
| 21 de noviembre de 1965  | Bucarest   | Rumania        |         | 2:0     |         | Portugal       |

| Portugal |
| Portugal |

### Grupo 5
| Equipo            | Pts | PJ | PG | PE | PP | GF | GC | Dif |
| ----------------- | --- | -- | -- | -- | -- | -- | -- | --- |
| Suiza             | 9   | 6  | 4  | 1  | 1  | 7  | 3  | 4   |
| Irlanda del Norte | 8   | 6  | 3  | 2  | 1  | 9  | 5  | 4   |
| Países Bajos      | 6   | 6  | 2  | 2  | 2  | 6  | 4  | 2   |
| Albania           | 1   | 6  | 0  | 1  | 5  | 2  | 12 | -10 |

| Fecha                   | Lugar     | Partido           | Partido | Partido | Partido | Partido           |
| ----------------------- | --------- | ----------------- | ------- | ------- | ------- | ----------------- |
| 24 de mayo de 1964      | Róterdam  | Países Bajos      |         | 2:0     |         | Albania           |
| 14 de octubre de 1964   | Belfast   | Irlanda del Norte |         | 1:0     |         | Suiza             |
| 25 de octubre de 1964   | Tirana    | Albania           |         | 0:2     |         | Países Bajos      |
| 14 de noviembre de 1964 | Lausana   | Suiza             |         | 2:1     |         | Irlanda del Norte |
| 17 de marzo de 1965     | Belfast   | Irlanda del Norte |         | 2:1     |         | Países Bajos      |
| 7 de abril de 1965      | Róterdam  | Países Bajos      |         | 0:0     |         | Irlanda del Norte |
| 11 de abril de 1965     | Tirana    | Albania           |         | 0:2     |         | Suiza             |
| 2 de mayo de 1965       | Ginebra   | Suiza             |         | 1:0     |         | Albania           |
| 7 de mayo de 1965       | Belfast   | Irlanda del Norte |         | 4:1     |         | Albania           |
| 17 de octubre de 1965   | Ámsterdam | Países Bajos      |         | 0:0     |         | Suiza             |
| 14 de noviembre de 1965 | Berna     | Suiza             |         | 2:1     |         | Países Bajos      |
| 24 de noviembre de 1965 | Tirana    | Albania           |         | 1:1     |         | Irlanda del Norte |

| Suiza |
| Suiza |

### Grupo 6
| Equipo               | Pts | PJ | PG | PE | PP | GF | GC | Dif |
| -------------------- | --- | -- | -- | -- | -- | -- | -- | --- |
| Hungría              | 7   | 4  | 3  | 1  | 0  | 8  | 3  | 5   |
| Alemania Democrática | 4   | 4  | 1  | 2  | 1  | 5  | 5  | 0   |
| Austria              | 1   | 4  | 0  | 1  | 3  | 1  | 6  | -5  |

| Fecha                   | Lugar    | Partido              | Partido | Partido | Partido | Partido              |
| ----------------------- | -------- | -------------------- | ------- | ------- | ------- | -------------------- |
| 25 de abril de 1965     | Viena    | Austria              |         | 1:1     |         | Alemania Democrática |
| 23 de mayo de 1965      | Leipzig  | Alemania Democrática |         | 1:1     |         | Hungría              |
| 13 de junio de 1965     | Viena    | Austria              |         | 0:1     |         | Hungría              |
| 5 de septiembre de 1965 | Budapest | Hungría              |         | 3:0     |         | Austria              |
| 9 de octubre de 1965    | Budapest | Hungría              |         | 3:2     |         | Alemania Democrática |
| 31 de octubre de 1965   | Leipzig  | Alemania Democrática |         | 1:0     |         | Austria              |

| Hungría |
| Hungría |

### Grupo 7
| Equipo          | Pts | PJ | PG | PE | PP | GF | GC | Dif |
| --------------- | --- | -- | -- | -- | -- | -- | -- | --- |
| Unión Soviética | 10  | 6  | 5  | 0  | 1  | 19 | 6  | 13  |
| Gales           | 6   | 6  | 3  | 0  | 3  | 11 | 9  | 2   |
| Grecia          | 5   | 6  | 2  | 1  | 3  | 10 | 14 | -4  |
| Dinamarca       | 3   | 6  | 1  | 1  | 4  | 7  | 18 | -11 |

| Fecha                   | Lugar      | Partido         | Partido | Partido | Partido | Partido         |
| ----------------------- | ---------- | --------------- | ------- | ------- | ------- | --------------- |
| 21 de octubre de 1964   | Copenhague | Dinamarca       |         | 1:0     |         | Gales           |
| 29 de noviembre de 1964 | Atenas     | Grecia          |         | 4:2     |         | Dinamarca       |
| 9 de diciembre de 1964  | Atenas     | Grecia          |         | 2:0     |         | Gales           |
| 17 de marzo de 1965     | Cardiff    | Gales           |         | 4:1     |         | Grecia          |
| 23 de mayo de 1965      | Moscú      | Unión Soviética |         | 3:1     |         | Grecia          |
| 30 de mayo de 1965      | Moscú      | Unión Soviética |         | 2:1     |         | Gales           |
| 27 de junio de 1965     | Moscú      | Unión Soviética |         | 6:0     |         | Dinamarca       |
| 3 de octubre de 1965    | Atenas     | Grecia          |         | 1:4     |         | Unión Soviética |
| 17 de octubre de 1965   | Copenhague | Dinamarca       |         | 1:3     |         | Unión Soviética |
| 27 de octubre de 1965   | Cardiff    | Gales           |         | 2:1     |         | Unión Soviética |
| 27 de octubre de 1965   | Copenhague | Dinamarca       |         | 1:1     |         | Grecia          |
| 1 de diciembre de 1965  | Wrexham    | Gales           |         | 4:2     |         | Dinamarca       |

| Unión Soviética |
| Unión Soviética |

### Grupo 8
| Equipo    | Pts | PJ | PG | PE | PP | GF | GC | Dif |
| --------- | --- | -- | -- | -- | -- | -- | -- | --- |
| Italia    | 9   | 6  | 4  | 1  | 1  | 17 | 3  | 14  |
| Escocia   | 7   | 6  | 3  | 1  | 2  | 8  | 8  | 0   |
| Polonia   | 6   | 6  | 2  | 2  | 2  | 11 | 10 | 1   |
| Finlandia | 2   | 6  | 1  | 0  | 5  | 5  | 20 | -15 |

| Fecha                    | Lugar    | Partido   | Partido            | Partido | Partido            | Partido   |
| ------------------------ | -------- | --------- | ------------------ | ------- | ------------------ | --------- |
| 21 de octubre de 1964    | Glasgow  | Escocia   | Bandera de Escocia | 3:1     |                    | Finlandia |
| 4 de noviembre de 1964   | Génova   | Italia    |                    | 6:1     |                    | Finlandia |
| 18 de abril de 1965      | Varsovia | Polonia   | Bandera de Polonia | 0:0     |                    | Italia    |
| 23 de mayo de 1965       | Chorzów  | Polonia   | Bandera de Polonia | 1:1     | Bandera de Escocia | Escocia   |
| 27 de mayo de 1965       | Helsinki | Finlandia |                    | 1:2     | Bandera de Escocia | Escocia   |
| 23 de junio de 1965      | Helsinki | Finlandia |                    | 0:2     |                    | Italia    |
| 26 de septiembre de 1965 | Helsinki | Finlandia |                    | 2:0     | Bandera de Polonia | Polonia   |
| 13 de octubre de 1965    | Glasgow  | Escocia   | Bandera de Escocia | 1:2     | Bandera de Polonia | Polonia   |
| 24 de octubre de 1965    | Szczecin | Polonia   | Bandera de Polonia | 7:0     |                    | Finlandia |
| 1 de noviembre de 1965   | Roma     | Italia    |                    | 6:1     | Bandera de Polonia | Polonia   |
| 9 de noviembre de 1965   | Glasgow  | Escocia   | Bandera de Escocia | 1:0     |                    | Italia    |
| 7 de diciembre de 1965   | Nápoles  | Italia    |                    | 3:0     | Bandera de Escocia | Escocia   |

| Italia |
| Italia |

### Grupo 9
En el Grupo 9 Siria se solidarizó con los equipos africanos en su protesta por el reparto de plazas (véase más abajo), y renunció a la disputa de la clasificación, por lo que ésta se decidió al ganador de dos partidos entre Irlanda y España.
| Equipo  | Pts | PJ | PG | PE | PP | GF | GC | Dif |
| ------- | --- | -- | -- | -- | -- | -- | -- | --- |
| España  | 2   | 2  | 1  | 0  | 1  | 4  | 2  | 2   |
| Irlanda | 2   | 2  | 1  | 0  | 1  | 2  | 4  | -2  |
| Siria   |     |    |    |    |    |    |    |     |

| Fecha                 | Lugar   | Partido | Partido | Partido | Partido | Partido |
| --------------------- | ------- | ------- | ------- | ------- | ------- | ------- |
| 5 de mayo de 1965     | Dublín  | Irlanda |         | 1:0     |         | España  |
| 27 de octubre de 1965 | Sevilla | España  |         | 4:1     |         | Irlanda |

#### Partido de desempate
Con una victoria para cada equipo en los dos partidos disputados hizo falta de un tercer partido, disputado en campo neutral, para conocer al equipo clasificado. En un principio el partido se debía disputar en Londres, pero tal situación hubiese sido beneficiosa para Irlanda, por lo que ambos equipos se pusieron de acuerdo en disputar el partido en París. España consiguió imponerse finalmente y certificar su pase para el mundial.
| 10 de noviembre de 1965 | España     | 1:0 | Irlanda | Parque de los Príncipes, París (Francia) |                                 |
|                         | Ufarte 80' |     |         | Árbitro(s): Schwintet (Francia)          | Árbitro(s): Schwintet (Francia) |

| España |
| España |

## Sudamérica
Los 9 equipos se dividieron en 3 grupos de tres equipos. Obtendrían la clasificación los campeones de cada grupo y, en caso de empate a puntos, se resolvería la clasificación con un partido de desempate.
En negrita los equipos clasificados, y en cursiva los que disputaron partido de desempate.

### Grupo 1
| Equipo    | Pts | PJ | PG | PE | PP | GF | GC | Dif |
| --------- | --- | -- | -- | -- | -- | -- | -- | --- |
| Uruguay   | 8   | 4  | 4  | 0  | 0  | 11 | 2  | 9   |
| Perú      | 4   | 4  | 2  | 0  | 2  | 8  | 6  | 2   |
| Venezuela | 0   | 4  | 0  | 0  | 4  | 4  | 15 | -11 |

| Fecha               | Lugar      | Partido   | Partido              | Partido | Partido              | Partido   |
| ------------------- | ---------- | --------- | -------------------- | ------- | -------------------- | --------- |
| 16 de mayo de 1965  | Lima       | Perú      |                      | 1:0     | Bandera de Venezuela | Venezuela |
| 23 de mayo de 1965  | Montevideo | Uruguay   |                      | 5:0     | Bandera de Venezuela | Venezuela |
| 30 de mayo de 1965  | Caracas    | Venezuela | Bandera de Venezuela | 1:3     |                      | Uruguay   |
| 2 de junio de 1965  | Caracas    | Venezuela | Bandera de Venezuela | 3:6     |                      | Perú      |
| 6 de junio de 1965  | Lima       | Perú      |                      | 0:1     |                      | Uruguay   |
| 13 de junio de 1965 | Montevideo | Uruguay   |                      | 2:1     |                      | Perú      |

| Uruguay |
| Uruguay |

### Grupo 2
| Equipo   | Pts | PJ | PG | PE | PP | GF | GC | Dif |
| -------- | --- | -- | -- | -- | -- | -- | -- | --- |
| Chile    | 5   | 4  | 2  | 1  | 1  | 12 | 7  | 5   |
| Ecuador  | 5   | 4  | 2  | 1  | 1  | 6  | 5  | 1   |
| Colombia | 2   | 4  | 1  | 0  | 3  | 4  | 10 | -6  |

| Fecha                | Lugar             | Partido  | Partido            | Partido | Partido            | Partido  |
| -------------------- | ----------------- | -------- | ------------------ | ------- | ------------------ | -------- |
| 20 de julio de 1965  | Barranquilla      | Colombia |                    | 0:1     | Bandera de Ecuador | Ecuador  |
| 25 de julio de 1965  | Guayaquil         | Ecuador  | Bandera de Ecuador | 2:0     |                    | Colombia |
| 1 de agosto de 1965  | Santiago de Chile | Chile    |                    | 7:2     |                    | Colombia |
| 7 de agosto de 1965  | Bogotá            | Colombia |                    | 2:0     |                    | Chile    |
| 15 de agosto de 1965 | Guayaquil         | Ecuador  | Bandera de Ecuador | 2:2     |                    | Chile    |
| 22 de agosto de 1965 | Santiago de Chile | Chile    |                    | 3:1     | Bandera de Ecuador | Ecuador  |

#### Partido de desempate
Chile y Ecuador empataron en el primer lugar del grupo, con los mismos puntos. Tras el partido de desempate, disputado en Lima, Chile consiguió su pase final al mundial.
| 12 de octubre de 1965 | Chile                    | 2:1     | Ecuador   | Estadio Nacional de Lima, Lima (Perú)                  |                                                        |
|                       | Sánchez 16' · Marcos 40' | Reporte | Gómez 89' | Asistencia: 44.864 espectadores Árbitro(s): Goicoechea | Asistencia: 44.864 espectadores Árbitro(s): Goicoechea |

| Chile |
| Chile |

### Grupo 3
| Equipo    | Pts | PJ | PG | PE | PP | GF | GC | Dif |
| --------- | --- | -- | -- | -- | -- | -- | -- | --- |
| Argentina | 7   | 4  | 3  | 1  | 0  | 9  | 2  | 7   |
| Paraguay  | 3   | 4  | 1  | 1  | 2  | 3  | 5  | -2  |
| Bolivia   | 2   | 4  | 1  | 0  | 3  | 4  | 9  | -5  |

| Fecha                | Lugar        | Partido   | Partido              | Partido | Partido              | Partido   |
| -------------------- | ------------ | --------- | -------------------- | ------- | -------------------- | --------- |
| 25 de julio de 1965  | Asunción     | Paraguay  | Bandera de Paraguay  | 2:0     |                      | Bolivia   |
| 1 de agosto de 1965  | Buenos Aires | Argentina | Bandera de Argentina | 3:0     | Bandera de Paraguay  | Paraguay  |
| 8 de agosto de 1965  | Asunción     | Paraguay  | Bandera de Paraguay  | 0:0     | Bandera de Argentina | Argentina |
| 17 de agosto de 1965 | Buenos Aires | Argentina | Bandera de Argentina | 4:1     |                      | Bolivia   |
| 22 de agosto de 1965 | La Paz       | Bolivia   |                      | 2:1     | Bandera de Paraguay  | Paraguay  |
| 29 de agosto de 1965 | La Paz       | Bolivia   |                      | 1:2     | Bandera de Argentina | Argentina |

| Bandera de Argentina |
| Argentina            |

## Norteamérica, Centroamérica y el Caribe
Los 9 equipos se dividieron en 3 grupos de tres equipos. Los vencedores de cada grupo accedieron a la ronda final, donde por el mismo sistema de liguilla a ida y vuelta, se decidiría el vencedor del grupo y clasificado para el mundial.
En negrita los equipos clasificados.

### Grupo 1
| Equipo         | Pts | PJ | PG | PE | PP | GF | GC | Dif |
| -------------- | --- | -- | -- | -- | -- | -- | -- | --- |
| México         | 7   | 4  | 3  | 1  | 0  | 8  | 2  | 6   |
| Estados Unidos | 4   | 4  | 1  | 2  | 1  | 4  | 5  | -1  |
| Honduras       | 1   | 4  | 0  | 1  | 3  | 1  | 6  | -5  |

| Fecha                 | Lugar                   | Partido        | Partido             | Partido | Partido             | Partido        |
| --------------------- | ----------------------- | -------------- | ------------------- | ------- | ------------------- | -------------- |
| 28 de febrero de 1965 | San Pedro Sula          | Honduras       | Bandera de Honduras | 0:1     |                     | México         |
| 4 de marzo de 1965    | Ciudad de México        | México         |                     | 3:0     | Bandera de Honduras | Honduras       |
| 7 de marzo de 1965    | Los Ángeles             | Estados Unidos |                     | 2:2     |                     | México         |
| 12 de marzo de 1965   | Ciudad de México        | México         |                     | 2:0     |                     | Estados Unidos |
| 17 de marzo de 1965   | San Pedro Sula          | Honduras       | Bandera de Honduras | 0:1     |                     | Estados Unidos |
| 21 de marzo de 1965   | Tegucigalpa (Honduras*) | Estados Unidos |                     | 1:1     | Bandera de Honduras | Honduras       |

(*) El partido entre Estados Unidos y Honduras se disputó en Honduras, en lugar de en los Estados Unidos.

### Grupo 2
| Equipo                | Pts | PJ | PG | PE | PP | GF | GC | Dif |
| --------------------- | --- | -- | -- | -- | -- | -- | -- | --- |
| Jamaica               | 5   | 4  | 2  | 1  | 1  | 5  | 2  | 3   |
| Antillas Neerlandesas | 4   | 4  | 1  | 2  | 1  | 2  | 3  | -1  |
| Cuba                  | 3   | 4  | 1  | 1  | 2  | 3  | 5  | -2  |

| Fecha                | Lugar               | Partido               | Partido | Partido | Partido | Partido               |
| -------------------- | ------------------- | --------------------- | ------- | ------- | ------- | --------------------- |
| 16 de enero de 1965  | Kingston            | Jamaica               |         | 2:0     |         | Cuba                  |
| 20 de enero de 1965  | Kingston (Jamaica*) | Antillas Neerlandesas |         | 1:1     |         | Cuba                  |
| 23 de enero de 1965  | Kingston            | Jamaica               |         | 2:0     |         | Antillas Neerlandesas |
| 30 de enero de 1965  | La Habana           | Cuba                  |         | 0:1     |         | Antillas Neerlandesas |
| 3 de febrero de 1965 | La Habana (Cuba*)   | Antillas Neerlandesas |         | 0:0     |         | Jamaica               |
| 7 de febrero de 1965 | La Habana           | Cuba                  |         | 2:1     |         | Jamaica               |

(*) Los partidos como local de las Antillas Neerlandesas se disputaron en campo neutral.

### Grupo 3
| Equipo            | Pts | PJ | PG | PE | PP | GF | GC | Dif |
| ----------------- | --- | -- | -- | -- | -- | -- | -- | --- |
| Costa Rica        | 8   | 4  | 4  | 0  | 0  | 9  | 1  | 8   |
| Surinam           | 2   | 4  | 1  | 0  | 3  | 8  | 9  | -1  |
| Trinidad y Tobago | 2   | 4  | 1  | 0  | 3  | 5  | 12 | -7  |

| Fecha                 | Lugar         | Partido             | Partido | Partido | Partido | Partido             |
| --------------------- | ------------- | ------------------- | ------- | ------- | ------- | ------------------- |
| 7 de febrero de 1965  | Puerto España | Trinidad y Tobago   |         | 4:1     |         | Guayana Neerlandesa |
| 12 de febrero de 1965 | San José      | Costa Rica          |         | 1:0     |         | Guayana Neerlandesa |
| 21 de febrero de 1965 | San José      | Costa Rica          |         | 4:0     |         | Trinidad y Tobago   |
| 28 de febrero de 1965 | Paramaribo    | Guayana Neerlandesa |         | 1:3     |         | Costa Rica          |
| 7 de marzo de 1965    | Puerto España | Trinidad y Tobago   |         | 0:1     |         | Costa Rica          |
| 14 de marzo de 1965   | Paramaribo    | Guayana Neerlandesa |         | 6:1     |         | Trinidad y Tobago   |

### Grupo Final
| Equipo     | Pts | PJ | PG | PE | PP | GF | GC | Dif |
| ---------- | --- | -- | -- | -- | -- | -- | -- | --- |
| México     | 7   | 4  | 3  | 1  | 0  | 12 | 2  | 10  |
| Costa Rica | 4   | 4  | 1  | 2  | 1  | 8  | 2  | 6   |
| Jamaica    | 1   | 4  | 0  | 1  | 3  | 3  | 19 | -16 |

| Fecha               | Lugar            | Partido    | Partido | Partido | Partido | Partido    |
| ------------------- | ---------------- | ---------- | ------- | ------- | ------- | ---------- |
| 25 de abril de 1965 | San José         | Costa Rica |         | 0:0     |         | México     |
| 3 de mayo de 1965   | Kingston         | Jamaica    |         | 2:3     |         | México     |
| 7 de mayo de 1965   | Ciudad de México | México     |         | 8:0     |         | Jamaica    |
| 11 de mayo de 1965  | San José         | Costa Rica |         | 7:0     |         | Jamaica    |
| 16 de mayo de 1965  | Ciudad de México | México     |         | 1:0     |         | Costa Rica |
| 22 de mayo de 1965  | Kingston         | Jamaica    |         | 1:1     |         | Costa Rica |

| México |
| México |

## África, Asia y Oceanía

### África
Los 15 equipos africanos se dividieron en un principio en 6 grupos, 3 de ellos formados por tres equipos, y 3 con dos equipos. Los ganadores de cada grupo pasarían a una segunda ronda con 3 emparejamientos, en los que los tres ganadores formarían una liguilla final para decidir el campeón africano, que disputaría la clasificación para el mundial con el campeón de la zona de Asia.
Así era la composición de los grupos iniciales:
| Grupo 1 | Grupo 2 | Grupo 3 | Grupo 4   | Grupo 5 | Grupo 6               |
| ------- | ------- | ------- | --------- | ------- | --------------------- |
| Ghana   | Sudán   | Túnez   | Marruecos | Etiopía | República Árabe Unida |
| Guinea  | Camerún | Argelia | Senegal   | Gabón   | Libia                 |
|         |         | Liberia | Malí      |         | Nigeria               |

Sin embargo, los 15 equipos se mostraron disconformes con la decisión de la FIFA de asignar una plaza repartida entre África y Asia, pues consideraban que el campeón de la zona africana habría hecho méritos suficientes para estar en el Mundial. Como protesta, la totalidad de equipos africanos se negó a participar en la clasificación.

### Asia y Oceanía
En la zona de Asia y Oceanía había 4 equipos, en los que se incluyó a Sudáfrica por motivos políticos. Los cuatro equipos debían disputar una liguilla, en la que el campeón se enfrentaría al representante africano. El equipo de Corea del Sur se retiró de la eliminatoria por problemas logísticos luego del cambio de sede, y la selección de Sudáfrica fue excluida por el apartheid, por lo que Corea del Norte y Australia se jugaron la clasificación entre ellas.
| Equipo          | Pts                    | PJ                     | PG                     | PE                     | PP                     | GF                     | GC                     | Dif                    |
| --------------- | ---------------------- | ---------------------- | ---------------------- | ---------------------- | ---------------------- | ---------------------- | ---------------------- | ---------------------- |
| Corea del Norte | 4                      | 2                      | 2                      | 0                      | 0                      | 9                      | 2                      | +7                     |
| Australia       | 0                      | 2                      | 0                      | 0                      | 2                      | 2                      | 9                      | -7                     |
| Corea del Sur   | Se retiró              | Se retiró              | Se retiró              | Se retiró              | Se retiró              | Se retiró              | Se retiró              | Se retiró              |
| Sudáfrica       | Suspendido por la FIFA | Suspendido por la FIFA | Suspendido por la FIFA | Suspendido por la FIFA | Suspendido por la FIFA | Suspendido por la FIFA | Suspendido por la FIFA | Suspendido por la FIFA |

| Fecha                   | Lugar                | Partido         | Partido                    | Partido | Partido                    | Partido         |
| ----------------------- | -------------------- | --------------- | -------------------------- | ------- | -------------------------- | --------------- |
| 21 de noviembre de 1965 | Phnom Penh (Camboya) | Corea del Norte | Bandera de Corea del Norte | 6:1     | Bandera de Australia       | Australia       |
| 24 de noviembre de 1965 | Phnom Penh (Camboya) | Australia       | Bandera de Australia       | 1:3     | Bandera de Corea del Norte | Corea del Norte |

Ante la falta de representante africano, Corea del Norte consiguió la clasificación para el mundial.
| Corea del Norte |
| Corea del Norte |